# Яницкий, Фёдор Феодосьевич
Фёдор Феодо́сьевич Яни́цкий (21 марта 1852, село Завалье, Рыхтецкая волость, Каменец-Подольский уезд, Подольская губерния — 24 сентября 1937, Москва) — военно-полевой хирург, генерал-майор медицинской службы, доктор медицины, участник Русско-турецкой 1877—1878 годов, Русско-японской и Первой мировой войн, автор научных трудов по медицине.

## Семья

### Родители
Родился в семье священника. Его отец — Феодосий Иванович Яницкий (1783—1880) — был священником Никольской церкви в селе Завалье (1850—1853), позже в 1862—1880 годах — священником Никольской церкви Михайловской церкви в селе Сокол (Гавриловецкая волость, Каменец-Подольский уезд, Подольская губерния), он погребён в Соколе на кладбище. Мать Федора — Ольга Григорьевна (девичья фамилия неизвестна, 1816—1913).

### Братья и сёстры
Феодосий Иванович в браке с Ольгой Григорьевной имели 21 ребенка, известны имена некоторых из них: Федор, Николай, Михаил, Софья, Евгения, Анна.

### Жена
С 1881 года Фёдор в браке с Елизаветой Львовной Гросман, которая родилась в местечке Городище, Черкасского уезда, Киевской губернии, в еврейской семье коллежского асессора, врача Одесского уездного училища, позже ставшего статским советником, Льва Моисеевича Гросмана (1819—1896). Елизавета Львовна Гросман (1853 — 1913) — одна из первых женщин-врачей в России.

### Дети
В семье Фёдора и Елизаветы было четверо детей. Двое из них — сыновья умерли в детстве, их имена — неизвестны. Имена других детей: Вера Федоровна Яницкая (1889—1937) — русский и советский психоаналитик, педагог, секретарь Русского психоаналитического общества, была первой женой Отто Юльевича Шмидта; Николай Фёдорович Яницкий (1891—1979) — библиотечный деятель, книговед, библиограф, историк, географ, статистик, доктор географических наук, профессор, писатель.

## Биография
Родился в 1852 году.
В 1871 году Фёдор закончил Подольскую духовную семинарию.
В 1871 году — поступил на медицинский факультет  Киевского университета имени святого Владимира, который окончил со степенью лекаря в 1876 году.
В 1877 — 1878 годах — был мобилизован на Русско-турецкую войну (Кавказский фронт). Младший ординатор Военно-временных госпиталей № 53, № 16 и № 15.
В 1878 году — работал в Эриванском военном госпитале.
В 1879 году — титулярный советник, состоял при клинике Императорской медико-хирургической академии.
В 1881 году — коллежский асессор, младший врач 44-го пехотного Камчатского полка.
В 1881 году — женился.
В 1882 — 1889 годах — работал земским врачом в Лохвицком уезде Полтавской губернии. Считал себя атеистом и отказался крестить детей. В эти годы умерли два старших сына, что привело к возвращению к церкви, последующие дети были крещены.
В 1886 году — надворный советник.
В 1889 году — младший врач 45-го пехотного Азовского полка.
В 1890 году — коллежский советник.
В 1894 году — старший врач 46-го пехотного Днепровского полка. Прикомандирован к Военно-медицинской академии для усовершенствования в области военно-полевой хирургии и написания докторской диссертации. Тема диссертации «Исследование доброкачественности ржаной муки». По окончании академии получил звание военно-полевого хирурга, признан доктором медицины Конференцией Императорской военно-медицинской академии.
В 1895 году — дивизионный врач 12-й пехотной дивизии.
В 1897 году — делопроизводитель Окружного медицинского управления Киевского военного округа.
В 1900 году — делопроизводитель Окружного медицинского управления Одесского военного округа.
В 1904 — 1905 годах — работал в полевом военно-медицинском управлении 3-й Маньчжурской армии, после чего снова вернулся в Одесский округ.
В 1906 — 1908 годах — помощник военно-медицинского инспектора в Одессе.
В 1911 — 1914 годах — военно-санитарный инспектор Киевского военного округа.
В 1913 году — тайный советник.
В 1913 году — постановлением Правительствующего сената признан (с сыном Николаем и дочерью Верой) в потомственном дворянском достоинстве с правом на внесение в дворянскую родословную книгу, в третью часть.
19 декабря 1913 (1 января 1914) — вдовец.
В 1914 году — главный начальник санитарной части армий Юго-Западного фронта (Ставка Главнокомандующего Юго-Западным фронтом).
В 1881 — 1916 годах — участвовал в 11 командировках на эпидемиях сыпного и брюшного тифов, дифтерии, холеры и чумы.
С сентября 1916 года — в резерве чинов Окружного военно-санитарного управления Киевского военного округа.
В феврале 1918 года — уволен в отставку с производством в действительные тайные советники.
С мая 1919 года — член Медицинского совета при Главном военно-санитарном управлении Украины.
В конце 1920 года — врач для поручений при начальнике Крымского губвоенкомата.
В 1921 году — консультант Главного военно-санитарного управления Красной Армии.
В преклонном возрасте, в 1921‒1937 годах Фёдор Яницкий жил в Москве у дочери Веры.
В 1937 году — умер в Москве.
Награжден орденами Белого Орла, Владимира (2, 3 и 4 степени), Анны (1, 2 и 3 степени), Станислава (1, 2 и 3 с мечами степени), медалями в память Русско-турецкой и Русско-японской войн, а также знаком Красного Креста. Состоял действительным членом Фребелевского педагогического общества.

## Труды
- Яницкий Ф. Ф. Санитарно-исторический очерк Кавказского военно-временного № 16 госпиталя. Медицинский сборник Кавказского медицинского общества. Тифлис, 1878; 28.
- Яницкий Ф. Ф., Яницкая Е. Л. Гигиеническое состояние школ Лохвицкого уезда Полтавской губернии. Труды 2-го Съезда земских врачей Полтавской губернии, Полтава, 1883.
- Яницкий Ф. Ф., Яницкая Е. Л. Исторический очерк 25-летия земской медицины Лохвицкого уезда Полтавской губернии. Земско-медицинский сборник. Издан Правлением Съезда врачей в память Н.И. Пирогова. Вып. VI. Полтава. 1893.
- Материалы для исследования доброкачественности ржаной муки по способу определения растворимых азотистых веществ, в ней содержащихся : Дис. на степ. д-ра мед. Ф. Ф. Яницкого / Из Фармацевт. лаб. Воен.-мед. акад. проф. С. А. Пржибытка / Санкт-Петербург : Воен. тип., 1894